# تعداد إندونيسيا 2020
تعداد إندونيسيا 2020 هو التعداد السابع في تاريخ إندونيسيا، والذي سيعقد في يوليو 2020 من قبل مكتب الإحصاء الإندونيسي.

## مقدمة
وفقًا لما يقتضيه الدستور الإندونيسي وتوصية الأمم المتحدة، تم إجراء التعداد الإندونيسي منذ عام 1961، ومنذ عام 1980 تم إجراء التعداد كل 10 سنوات، عندما تنتهي السنة برقم «صفر». سيكون تعداد 2020 هو التعداد السابع في إندونيسيا.

## التقنية
من المخطط إجراء التعداد السابع باستخدام المعدات الرقمية، التي لم تعد تعتمد على الورق. وقال رئيس مكتب الإحصاء كيكوك سوهاريانتو أن المعدات الرقمية المعنية تشمل الهواتف الذكي وتطبيقات الويب. الأمل هو أن المعدات سوف تساعد العدادين الميدانيين الذين يجمعون البيانات، كما تسهل على المواطنين الذين يرغبون في إدخال البيانات الخاصة بهم.
بالإضافة إلى تطبيقات الهواتف الذكية، يعمل المركز أيضًا على تطوير تطبيقات الويب. الفرق هو أن هذا التطبيق مخصص للمقيمين مباشرةً حتى يتمكنوا من ملء البيانات الخاصة بهم دون المرور عبر العداد الميداني.

## التنبؤ
أصدرت هيئة الإحصاء الإندونيسية عام 2018 التوقعات الرسمية لسكان إندونيسيا 2015-2045، والتي تستند إلى التعداد السابق في عام 2010 والمسح السكاني الإندونيسي لعام 2015 بين التعدادات . تم حساب الإسقاط باستخدام طريقة المكون وأيضًا مراعاة الولادات والوفيات والهجرة الصافية.
في عام 2020 من المتوقع أن يبلغ عدد سكان إندونيسيا 269.603.400 وستصل نسبة الإعالة إلى 45.40، وهي أدنى نسبة تبعية في التاريخ الإندونيسي.